# 丽塔-莉萨·罗波宁
丽塔-莉萨·罗波宁（芬蘭語：Riitta-Liisa Roponen，1978年5月6日—），芬兰女子越野滑雪运动员。她曾代表芬兰参加2002年、2006年、2010年、2014年和2018年冬季奥林匹克运动会越野滑雪比赛，获得一枚铜牌。